# Traian Furnea
Traian Furnea (n. 14 aprilie 1954, Cluj Napoca – d. 3 august 2003, București) a fost un poet și caricaturist român.
A fost căsătorit cu jurnalista Rodica Sărmaș Furnea (n. 9 august 1970, orașul Năsăud).
Cea mai cunoscută poezie a sa este Pseudofabulă, ale cărei versuri au fost cântate de formația Roșu și Negru  și folkistul Daniel Iancu.
În calitate de caricaturist, i s-a decernat premiul Uniunii Artiștilor Plastici din România pentru caricatură, în anul 1978. A publicat peste 1000 de caricaturi în țară și străinatate.
A fost înmormântat în cimitirul Străulești 2, din București.

## Volume publicate
- Legitimație de poet, Editura Albatros,1982
- Steaua secretă, Editura Albatros ,1985.
- Niste Poezii, Editura Eikon, 2013
- Povești aproape mincinoase, Editura Mega, 2023